# Sedum frutescens
Sedum frutescens är en fetbladsväxtart som beskrevs av Joseph Nelson Rose. 
Sedum frutescens ingår i Fetknoppssläktet som ingår i familjen fetbladsväxter. Inga underarter finns listade i Catalogue of Life.

## Bildgalleri

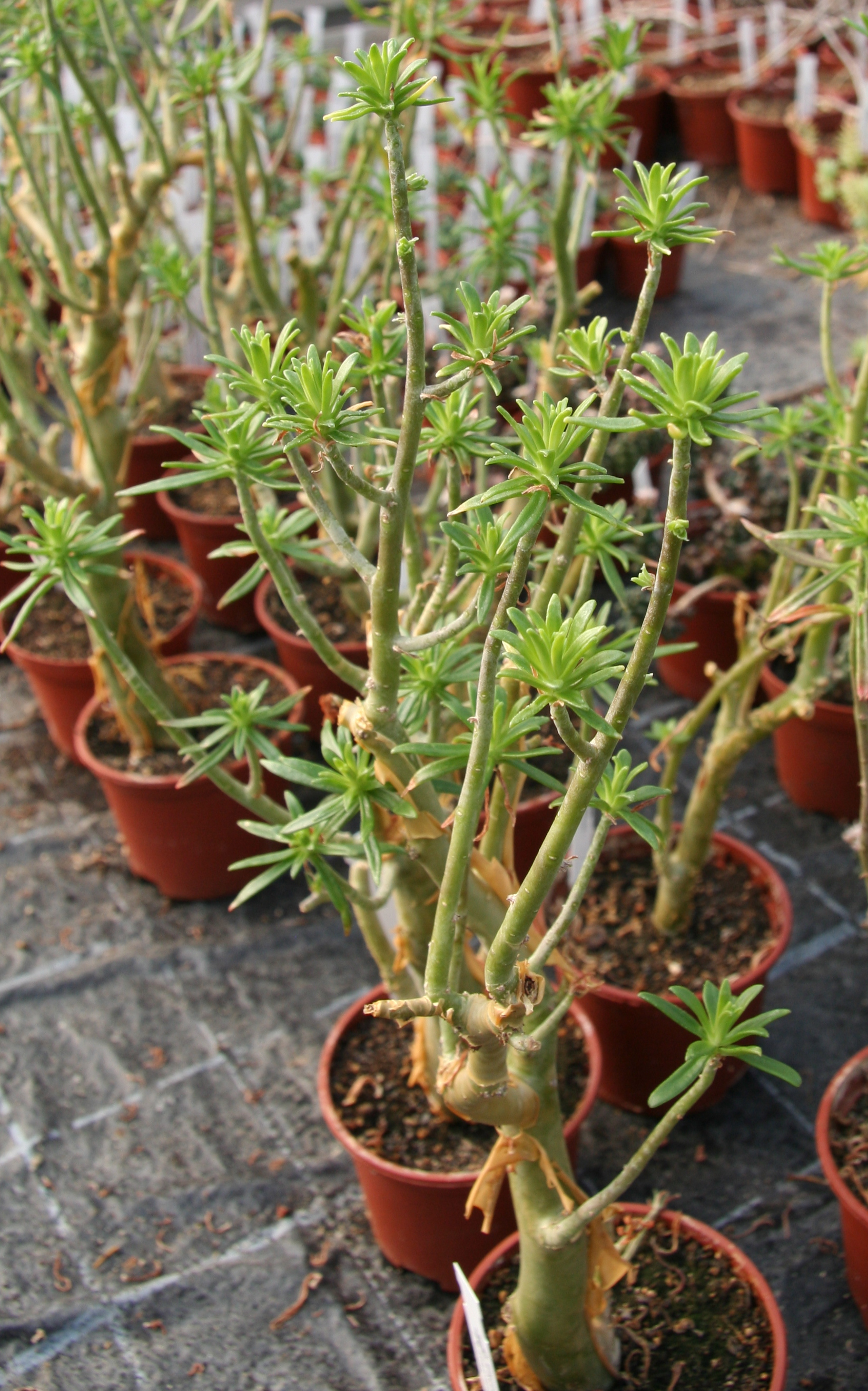